# Lorena Aires
Lorena Aires (Villa del Cerro, 8 agosto 1995) è un'altista uruguaiana.

## Biografia
Nata a Montevideo, Aires si affaccia alle competizioni vincendo il titolo di campionessa nazionale nel salto in alto nel 2011. Dal 2014 ha rappresentato l'Uruguay nelle maggiori competizioni continentali come Campionati sudamericani e Giochi panamericani.
Aires detiene il record nazionale nel salto in alto, stabilito il 10 marzo 2018 a Montevideo.

## Palmarès
| Anno | Manifestazione                   | Sede              | Evento        | Risultato | Prestazione | Note             |
| ---- | -------------------------------- | ----------------- | ------------- | --------- | ----------- | ---------------- |
| 2012 | Campionati sudamericani U23      | San Paolo         | Salto in alto | 7ª        | 1,65 m      |                  |
| 2012 | Campionati sudamericani U18      | Mendoza           | Salto in alto | Argento   | 1,71 m      |                  |
| 2013 | Campionati sudamericani juniores | Resistencia       | Salto in alto | 8ª        | 1,60 m      |                  |
| 2014 | Giochi sudamericani              | Santiago del Cile | Salto in alto | 5ª        | 1,73 m      |                  |
| 2014 | Campionati sudamericani U23      | Montevideo        | Salto in alto | 4ª        | 1,70 m      |                  |
| 2015 | Campionati sudamericani          | Lima              | Salto in alto | 5ª        | 1,73 m      |                  |
| 2016 | Campionati ibero-americani       | Rio de Janeiro    | Salto in alto | 5ª        | 1,75 m      |                  |
| 2016 | Campionati sudamericani U23      | Lima              | Salto in alto | Oro       | 1,76 m      |                  |
| 2017 | Campionati sudamericani          | Asunción          | Salto in alto | Argento   | 1,82 m      | Record nazionale |
| 2018 | Giochi sudamericani              | Cochabamba        | Salto in alto | 6ª        | 1,75 m      |                  |
| 2018 | Campionati ibero-americani       | Trujillo          | Salto in alto | Argento   | 1,81 m      |                  |
| 2019 | Campionati sudamericani          | Lima              | Salto in alto | 6ª        | 1,70 m      |                  |
| 2019 | Giochi panamericani              | Lima              | Salto in alto | 10ª       | 1,74 m      |                  |
| 2019 | Giochi mondiali militari         | Wuhan             | Salto in alto | 8ª        | 1,75 m      |                  |
| 2020 | Campionati sudamericani indoor   | Cochabamba        | Salto in alto | Argento   | 1,79 m      |                  |